# Тростянецька сільська рада (Ічнянський район)
Тростяне́цька сільська́ ра́да — адміністративно-територіальна одиниця та орган місцевого самоврядування в Ічнянському районі Чернігівської області. Адміністративний центр — селище Тростянець.

## Загальні відомості
- Територія ради: 46,5211 км²
- Населення ради: 1 225 осіб (станом на 2001 рік)

Тростянецька сільська рада зареєстрована 1987 року. Стала однією з 27-ти сільських рад Ічнянського району і одна з 19-ти, яка складається більше, ніж з одного населеного пункту.
На території сільради діє Тростянецька ЗОШ І-ІІІст і Тростянецький ДНЗ.

## Населені пункти
Сільській раді підпорядковані населені пункти:
- с-ще Тростянець (924 особи)
- с. Барвінкове (2 особи)
- с. Верескуни (299 осіб)

## Склад ради
Рада складається з 14 депутатів та голови.
- Голова ради: Супрун Олександр Григорович
- Секретар ради: Макаренко Оксана Миколаївна

### Керівний склад попередніх скликань
| Прізвище, ім'я, по батькові | Основні відомості                                                 | Дата обрання | Дата звільнення |
| --------------------------- | ----------------------------------------------------------------- | ------------ | --------------- |
| Могила Олексій Андрійович   | Сільський голова, 1954 року народження, безпартійний              | 26.03.2006   | 31.10.2010      |
| Супрун Олександр Григорович | Сільський голова, 1973 року народження, освіта вища, безпартійний | 31.10.2010   |                 |

Примітка: таблиця складена за даними сайту Верховної Ради України

### Депутати
За результатами місцевих виборів 2010 року депутатами ради стали:

#### За суб'єктами висування
| Суб'єкт висування | Кількість обраних депутатів | %    |
| ----------------- | --------------------------- | ---- |
| Самовисування     | 9                           | 64,3 |
| Партія регіонів   | 5                           | 35,7 |

#### За округами
| № округу        | Прізвище, ім'я, по батькові     | Дата визнання обраним | Освіта  | Партійна приналежність             | Відомості про обраного депутата                                                               |
| --------------- | ------------------------------- | --------------------- | ------- | ---------------------------------- | --------------------------------------------------------------------------------------------- |
| Партія регіонів |                                 |                       |         |                                    |                                                                                               |
| 2               | Обушна Зоя Григорівна           | 04.11.2010            | вища    | позапартійна                       | Тростянецька сільська амбулаторія, мед-сестра                                                 |
| 5               | Прачик Ніна Миколаївна          | 04.11.2010            | вища    | позапартійна                       | Тростянецька загальноосвітня школа І-ІІІ ст., вчитель                                         |
| 6               | Кузьменко Тетяна Василівна      | 04.11.2010            | вища    | член Партії регіонів               | Тростянецька сільська бібліотека, завідуючабібліоте-кою                                       |
| 7               | Клочко Оксана Амвросіївна       | 04.11.2010            | вища    | позапартійна                       | Тростянецька загальноосвітня школа І-ІІІ ст., заступник директора з навчально-виховної роботи |
| 13              | Євтушенко Григорій Федорович    | 04.11.2010            | вища    | позапартійний                      | Верескунівський сільський клуб, завідувач                                                     |
| Самовисування   |                                 |                       |         |                                    |                                                                                               |
| 1               | Олефіренко Тетяна Леонідівна    | 04.11.2010            | вища    | позапартійна                       | Тростянецька сільська рада, голов-ний бухгал-тер                                              |
| 3               | Кривов'яз Павло Григорович      | 04.11.2010            | вища    | член Соціалістичної партії України | Тростянецька загальноосвітня школа І-ІІІ ст., директор школи                                  |
| 4               | Міщенко Марія Іванівна          | 04.11.2010            | середня | позапартійна                       | ТОВ «Племзавод Новий Тростянець», диспет-чер                                                  |
| 8               | Петенко Тетяна Миколаївна       | 04.11.2010            | середня | позапартійна                       | Державний дендрологіч-ний парк "Тростянець"НАН України, підсобний робітник                    |
| 9               | Перепадя Наталія Анатоліївна    | 04.11.2010            | вища    | позапартійна                       | ТОВ «Племзавод Новий Тростянець», менеджер з персоналу                                        |
| 10              | Ільєнко Олексій Олексійович     | 04.11.2010            | вища    | позапартійний                      | Державний дендрологіч-ний парк "Тростянець"НАН України, директор дендрологічного парку        |
| 11              | Курінська Катерина Григорівна   | 04.11.2010            | вища    | позапартійна                       | Тростянецька загальноосвітня школа І-ІІІ ст., заступник директора з виховної роботи           |
| 12              | Пархоменко Олександр Михайлович | 04.11.2010            | середня | позапартійний                      | ТОВ «Племзавод Новий Тростянець», охоронник                                                   |
| 14              | Макаренко Оксана Миколаївна     | 04.11.2010            | вища    | позапартійна                       | Тростянецька сільська рада, секретар                                                          |